# Tennessee (folyó)
A Tennessee az Ohio legnagyobb mellékfolyója. Az Egyesült Államok délkeleti részén a Tennessee völgyben folyik. A folyót valamikor többet között Cherokee folyó néven is ismerték. Hosszúsága 1049 km.  A forrásszintje Knoxville-nél (TN) 248 méter, s Paducah-nál (KY), az Ohio torkolatánál 92 méter. Átlagos vízhozama 2000 m³/s, és a vízgyűjtő-területe 105 870 km².

## A folyó útja
A Tennessee folyó a French Broad és a Holston folyó Knoxvillenél torkollik egybe, s innen már a Tennessee folyó nevet viseli, s Paduah városánál (Kentucky) az Ohio folyóba  ömlik. Knoxvilletől  délnyugatnak fordul Kelet-Tennessee-n keresztül  Chattanooga felé, mielőtt Alabama határát keresztül szeli. Alabamába kanyarodva folytatja útját, s mielőtt visszatér Tennessee-be egy kis darabon Mississippi állam határán folyik.
Ettől a ponttól kezdve Tennessee két területét – Middle és West Tennessee-t – választja el egymástól.

## Tennessee-Tombigbee víziút
A  Tennessee-Tombigbee víziút, a U.S. Army Corps of Engineers létesítménye hajózási lehetőséget biztosít a Tombigbee folyón és összeköti azt Mobile kikötőjével.  Tennessee területére a Tennessee-Alabama-Mississippi határánál lép át. Ez a vízi út csökkenti a hajózási utat Tennessee-től, Észak-Alabama, és Észak-Mississippitől a Mexikói-öbölig több száz kilométerrel. A Tennessee folyó utolsó szakasza Kentuckyban folyik, s elválasztja Jackson Purchase területét az állam többi részétől. Itt azután Paducahnál (KY) az Ohióba ömlik.

## Duzzasztók
A folyón számos duzzasztót építettek, mely többnyire a Tennessee Valley Authority (TVA) létesítménye. A TVA által épített Kentucky gát a Tennessee folyón és a Corps által létesített Barkley Dam a Cumberland folyón szárazföldi területeket hozott létre a tavak között. A Grand Rivers-t hajózható csatornák kötik össze Kentucky-tóval és a Barkley-tóval és a hajózási forgalom lefelé a Cumberland folyón a Mississippi folyó felé. A Nickajack-tó is egy duzzasztás eredménye.

## Tennessee folyó menti városok

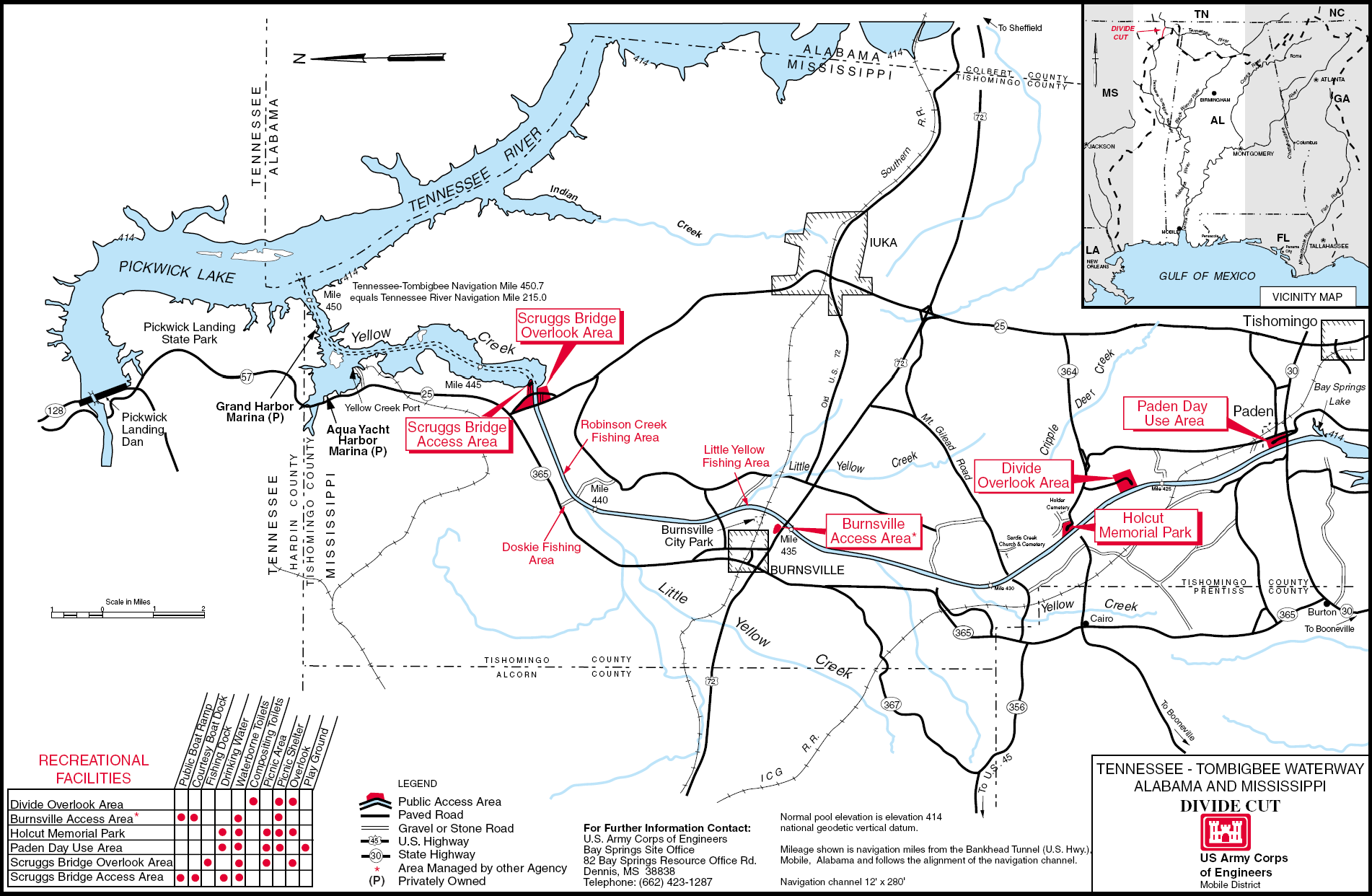
A Tennessee-Tombigbee víziút térképe

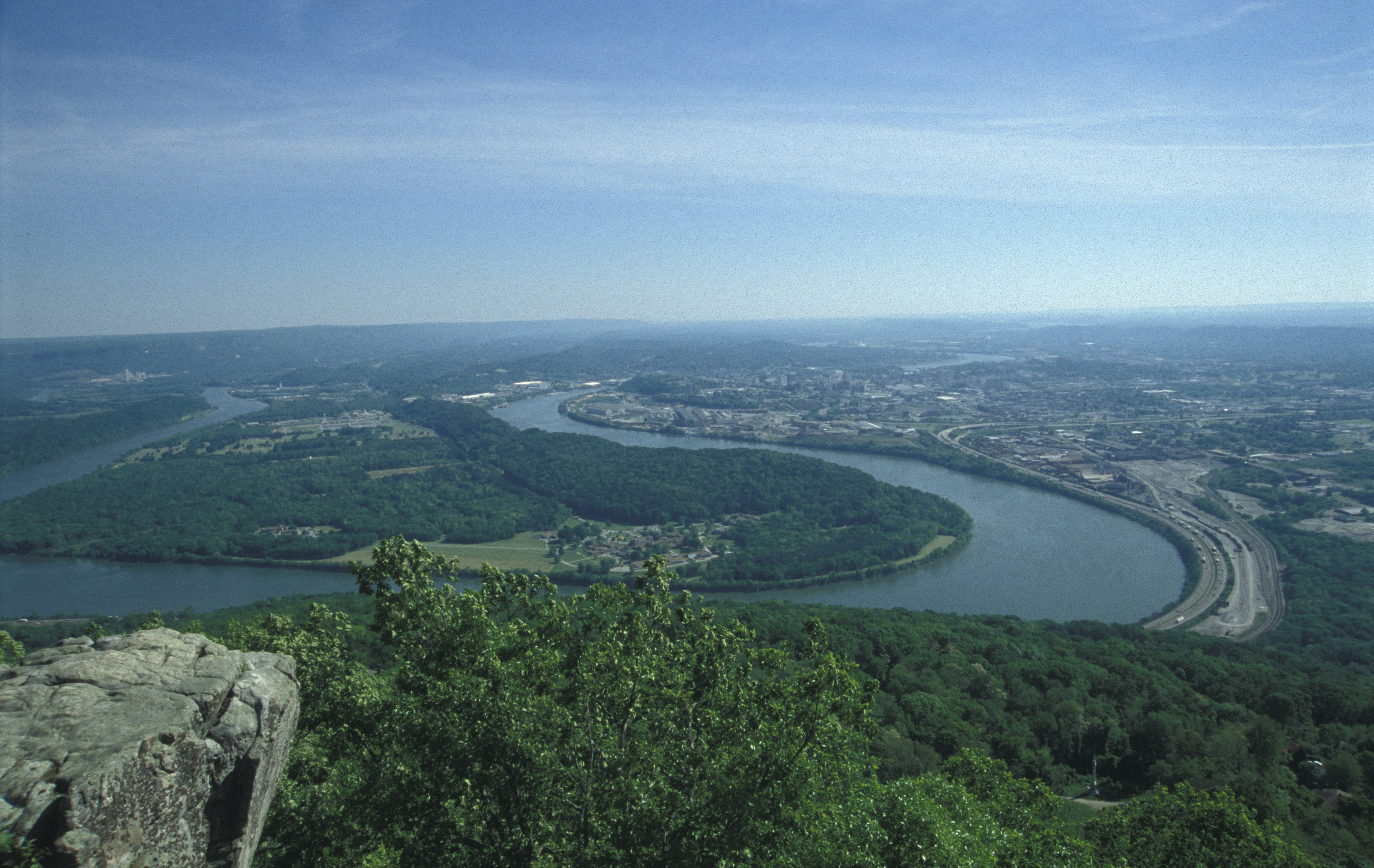
A folyó Chattanooga mellett

A vastagbetűvel szedett városoknak több mint 30 000 lakosa van.
- Bridgeport (Alabama)
- Chattanooga, Tennessee
- Cherokee (Alabama)
- Clifton (Tennessee)
- Crump (Tennessee)
- Decatur (Alabama)
- Florence (Alabama)
- Grand Rivers (Kentucky)
- Guntersville (Alabama)
- Harrison (Tennessee)
- Huntsville (Alabama)
- Killen (Alabama)
- Knoxville, Tennessee
- Langston (Alabama)
- Lenoir City (Tennessee)
- Loudon (Tennessee)
- New Johnsonville Tennessee
- Paducah (Kentucky)
- Redstone Arsenal, Alabama
- Savannah (Tennessee)
- Scottsboro, Alabama
- Sheffield (Alabama)
- Soddy-Daisy Tennessee,
- Signal Mountain Tennessee
- South Pittsburg Tennessee
- Triana Alabama
- Waterloo (Alabama)